# パロマー1
パロマー1(Palomar 1)は、ケフェウス座の方角にある球状星団であり、恐らく銀河系のじょうぎ腕に位置する。1954年にジョージ・エイベルがPalomar Survey Skyのプレートの中から発見し、球状星団として登録された。64億から80億歳と、銀河系内の他の球状星団と比べると非常に若い。[Fe/H] = -0.60と比較的金属量の多い球状星団である。いて座矮小楕円銀河の伴球状星団ターザン7と似た進化の過程を辿ったと考えられており、つまりかつては矮小楕円銀河だったのが、潮汐力で破壊されたものと考えられている。